# Елк-Крік Тауншип (округ Ері, Пенсільванія)
Елк-Крік Тауншип (англ. Elk Creek Township) — селище (англ. township) в США, в окрузі Ері штату Пенсільванія. Населення — 1786 осіб (2020).

## Демографія
Згідно з переписом 2010 року, у селищі мешкало 1798 осіб у 687 домогосподарствах у складі 527 родин. Було 735 помешкань
Расовий склад населення:
| - 98,4 % — білих - 0,5 % — чорних або афроамериканців - 0,2 % — корінних американців - 0,1 % — азіатів |

До двох чи більше рас належало 0,8 %. Частка іспаномовних становила 1,4 % від усіх жителів.
За віковим діапазоном населення розподілялося таким чином: 21,1 % — особи молодші 18 років, 64,2 % — особи у віці 18—64 років, 14,7 % — особи у віці 65 років та старші. Медіана віку мешканця становила 43,6 року. На 100 осіб жіночої статі у селищі припадало 103,9 чоловіків;  на 100 жінок у віці від 18 років та старших — 106,0 чоловіків також старших 18 років.
Середній дохід на одне домашнє господарство  становив 64 097 доларів США (медіана — 58 836), а середній дохід на одну сім'ю — 71 074 долари (медіана — 62 188). Медіана доходів становила 50 417 доларів для чоловіків та 31 319 доларів для жінок. За межею бідності перебувало 7,6 % осіб, у тому числі 7,5 % дітей у віці до 18 років та 10,0 % осіб у віці 65 років та старших.
Цивільне працевлаштоване населення становило 890 осіб. Основні галузі зайнятості: виробництво — 22,8 %, освіта, охорона здоров'я та соціальна допомога — 22,4 %, будівництво — 13,1 %, роздрібна торгівля — 6,6 %.